# Runt (album)
| Recensione                        | Giudizio |
| --------------------------------- | -------- |
| AllMusic                          | [ 1 ]    |
| Robert Christgau                  | B        |
| The New Rolling Stone Album Guide | [ 3 ]    |
| Debaser                           | [ 4 ]    |
| Piero Scaruffi                    | [ 5 ]    |
| Progarchives.com                  | [ 6 ]    |
| Dizionario del Pop-Rock           | [ 7 ]    |
| 24.000 dischi                     | [ 8 ]    |

Runt è il primo album di Todd Rundgren, pubblicato dalla Ampex Records nel settembre del 1970.
L'album raggiunse la centottantacinquesima posizione della Chart statunitense Billboard 200, mentre  il brano We Gotta Get You a Woman conquistò la ventesima posizione della classifica Billboard Hot 100.

## Tracce
Lato A
Testi e musiche di Todd Rundgren.
1. Broke Down and Busted – 4:32
2. Believe in Me – 2:04
3. We Gotta Get You a Woman – 2:52
4. Who's That Man? – 2:59
5. Once Burned – 2:09
6. Devil's Bite – 3:53

Lato B
Testi e musiche di Todd Rundgren.
1. I'm in the Clique – 4:57
2. There Are No Words – 2:12
3. Baby, Let's Swing/The Last Thing You Said/Don't Tie My Hands – 5:28
4. Birthday Carol – 9:14

Edizione doppio CD del 2014, pubblicato dalla Edsel Records (EDSK 7075)
CD 1
Runt (Edizione statunitense dell'album, pubblicato nel maggio 1970)
Testi e musiche di Todd Rundgren.
1. Broke Down and Busted – 4:32
2. Believe in Me – 2:01
3. We Gotta Get You a Woman – 3:06
4. Who's That Man? – 2:59
5. Once Burned – 2:06
6. Devil's Bite – 3:52
7. I'm in the Clique – 4:55
8. There Are No Words – 2:09
9. Baby, Let's Swing/The Last Thing You Said/Don't Tie My Hand – 5:25
10. Birthday Carol – 9:12

CD 2
The Alternate Runt (Versione del novembre 1970)
Testi e musiche di Todd Rundgren.
1. Broke Down and Busted (Intro: There Are No Words) – 4:56
2. Believe in Me (Alternate Mix) – 1:58
3. We Gotta Get You a Woman (Alternate Mix) – 3:04
4. Who's That Man? – 2:59
5. Once Burned – 2:06
6. Hope I'm Around (Early Version) – 4:25
7. Devil's Bite (Alternate Mix) – 3:55
8. I'm in the Clique – 4:55
9. There Are No Words – 2:09
10. Baby Let's Swing – 3:23
11. Say No More – 3:05
12. Birthday Carol (Alternate Mix) – 9:12
13. Broke Down and Busted (Live) – 4:58 – Bonus Track

## Musicisti
- Todd Rundgren - voce, chitarra, pianoforte e strumenti vari

Broke Down and Busted, Believe in Me, Who's That Man?, There Are No Words e Baby, Let's Swing/The Last Thing You Said/Don't Tie My Hands
- Tony Sales - basso
- Hunt Sales - batteria

We Gotta Get You a Woman
- Tony Sales - basso, percussioni
- Hunt Sales - batteria, percussioni

Once Burned
- Rick Danko - basso
- Levon Helm - batteria

Devil's Bite
- Tony Sales - basso a otto corde, percussioni
- Hunt Sales - batteria, percussioni

I'm in the Clique
- Mark Klingman - pianoforte elettrico
- John Miller - basso
- Bobby Moses - batteria

Birthday Carol
- Don Lee Van Winkle - chitarra ritmica, chitarra acustica
- Don Ferris - basso
- Mickey Brook - batteria[14][15]

Note aggiuntive
- Todd Rundgren - produttore, arrangiamenti, parti vocali
- Registrazioni effettuate al I.D. Sound di Los Angeles, California ed al The Record Plant di New York City, New York
- Jim Lowe - ingegnere delle registrazioni (al I.D. Sound)
- Jack Adams - ingegnere delle registrazioni (al The Record Plant)
- Remixato al The Record Plant di New York e Los Angeles e ri-remixato al Jack Clement Studio di Nashville, Tennessee
- Mastering effettuato al Sterling Sound di New York
- Bruce Laurance - fotografia copertina album
- Bob Cato - fotografie interno copertina album
- Bob Zoell - retrocopertina album[16]